# Tirinto
Tirinto o Tirinte (en griego antiguo Τίρυνς y en moderno Τίρυνθα) es un emplazamiento arqueológico micénico en el nomos griego de la Argólida en la península del Peloponeso, algunos kilómetros al norte de Nauplia.
Tuvo asentamientos desde el Neolítico y alcanzó su cénit entre el 1400 a. C. y el 1200 a. C. Sus elementos más notables fueron su palacio, sus túneles o pasadizos y dos anillos de murallas ciclópeas, sobre todo estas últimas, puesto que le otorgaron a la ciudad el epíteto homérico de Tirinto, la de grandes murallas. Su acrópolis recibía el nombre de Licimna.

## Mitología

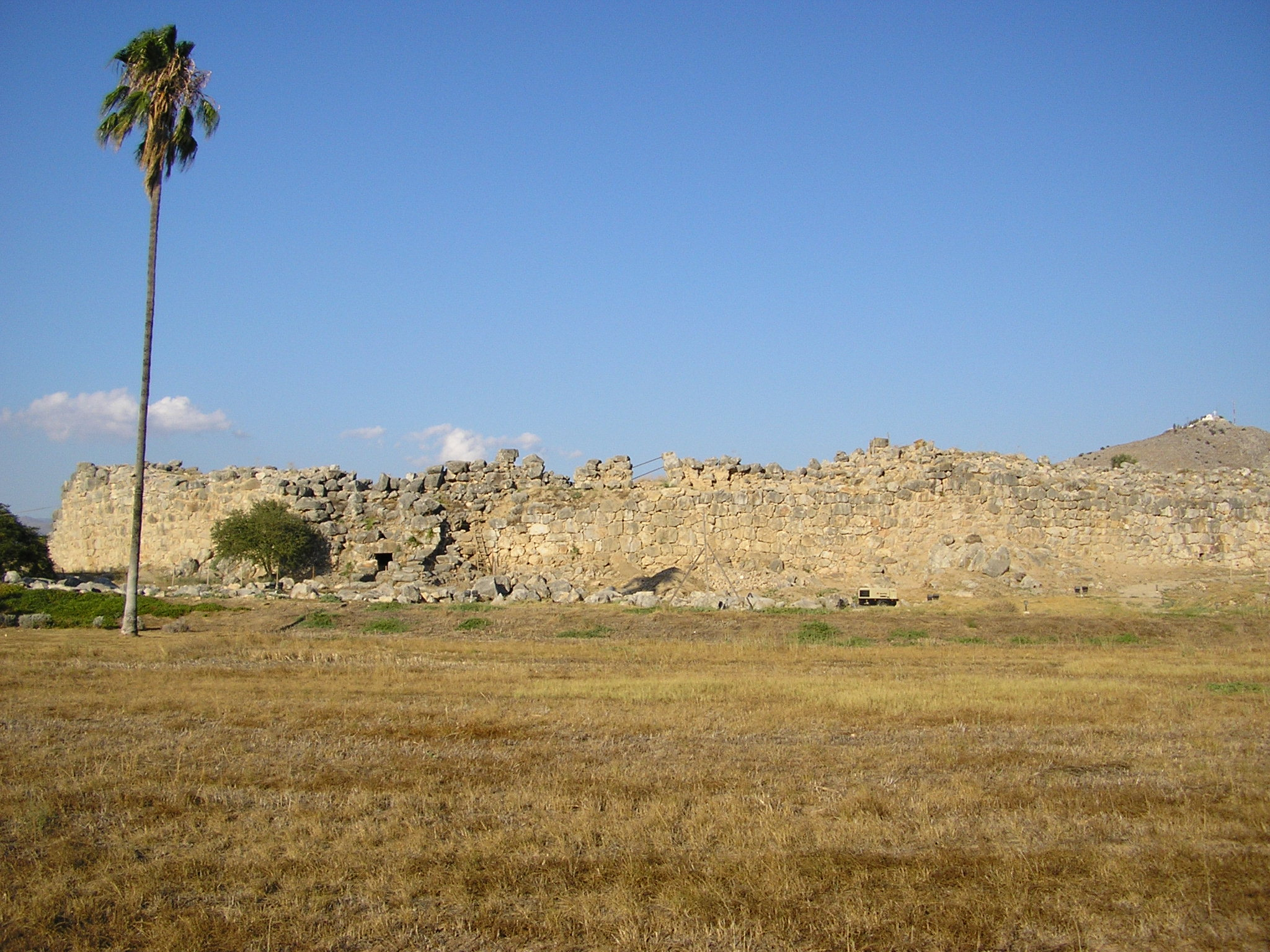
Vista general de la acrópolis de Tirinto.

En la mitología griega, se decía que la ciudad tomó su nombre de Tirinto, un hijo de Argos y nieto de Zeus. La tradición indicaba que los cíclopes, venidos desde Licia, habían amurallado la ciudad cuando Preto se apoderó de ella. Entonces Tirinto, Midea y el Hereon formaban parte del mismo reino, mientras Argos era controlado por Acrisio. El nieto de este, Perseo, fundador de Micenas, intercambió Argos con Megapentes, hijo de Preto, y así se convirtió en rey Tirinto. También se asocia la ciudad con Heracles: al servicio de Euristeo, que reinaba en Tirinto, realizó los doce trabajos; además se cuenta que despeñó a Ífito desde las murallas de la ciudad. Algunas fuentes sitúan aquí su nacimiento.
En el Catálogo de las naves de la Ilíada formaba parte de los territorios acaudillados por Diomedes, durante la guerra de Troya.

## Historia

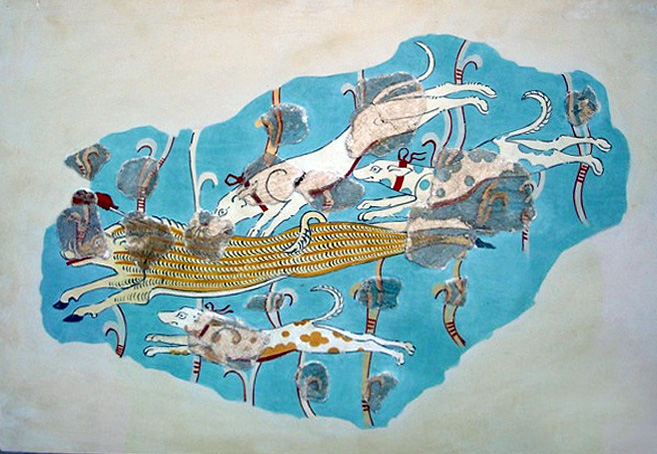
Caza del Jabalí. Fresco reconstruido del segundo palacio de Tirinto (c. 1300 a. C.) hoy en el Museo Arqueológico Nacional de Atenas.

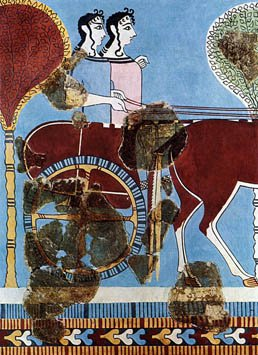
Carro con dos mujeres micénicas. Fresco reconstruido (c. 1200 a. C.).

Tirinto estuvo habitada desde el Neolítico (7.º-4.º milenio a. C.), lo que se ha constatado a través de restos de cerámica. La colina baja de Tirinto estuvo habitada continuamente desde el Neolítico hasta la Antigüedad tardía. Durante el período prehistórico, el sitio floreció, particularmente en la Edad del Bronce Temprano y Tardío. En la segunda fase del período heládico temprano (2500-2200 a. C.) hubo aquí un importante centro, densamente poblado y con un edificio circular de singular construcción en la cima de la colina.
Su época de apogeo coincide con el de la civilización micénica, en la Edad del Bronce Tardío, a partir del año 1600 a. C., especialmente entre el 1400 y el 1200 a. C.
El cerro se fue fortificando gradualmente, encerrando entre sus muros "ciclópeos" el complejo palaciego así como otros edificios empleados principalmente por la clase dominante como lugares de culto, almacenes, talleres y casas. La acrópolis se dividió en tres secciones: la ciudadela Superior, Media e Inferior. Los muros "ciclópeos" se construyeron en tres fases constructivas que datan de principios y finales del siglo XIV y mediados del siglo XIII a. C.
El lugar llegó a su declive con el fin del período micénico, puesto que en torno a 1200 a. C. fue destruido por el fuego. Algunos autores han sostenido que la causa fue un terremoto, pero en 2012-2013 se realizaron investigaciones geofísicas y arqueosísmicas cuyos resultados ponen en duda esta hipótesis. En todo caso, hay indicios de que quizá hasta el año 1050 a. C. mantuvo asentamientos en la parte baja.
En el periodo clásico es citada entre las ciudades que aportó soldados en la batalla de Platea, hasta que después de las guerras médicas fue destruido, al igual que Micenas, por un ejército de Argos, que pretendía así aumentar su poder en la zona. Parte de sus habitantes aumentaron la población de Argos y otros se refugiaron en Epidauro, en Hermione y en Halias. Pausanias visitó sus ruinas en el siglo II a. C.
En el periodo bizantino había un pequeño asentamiento cuyo fin debió coincidir con la toma de Argos por el Imperio Otomano en 1379.

## Arqueología

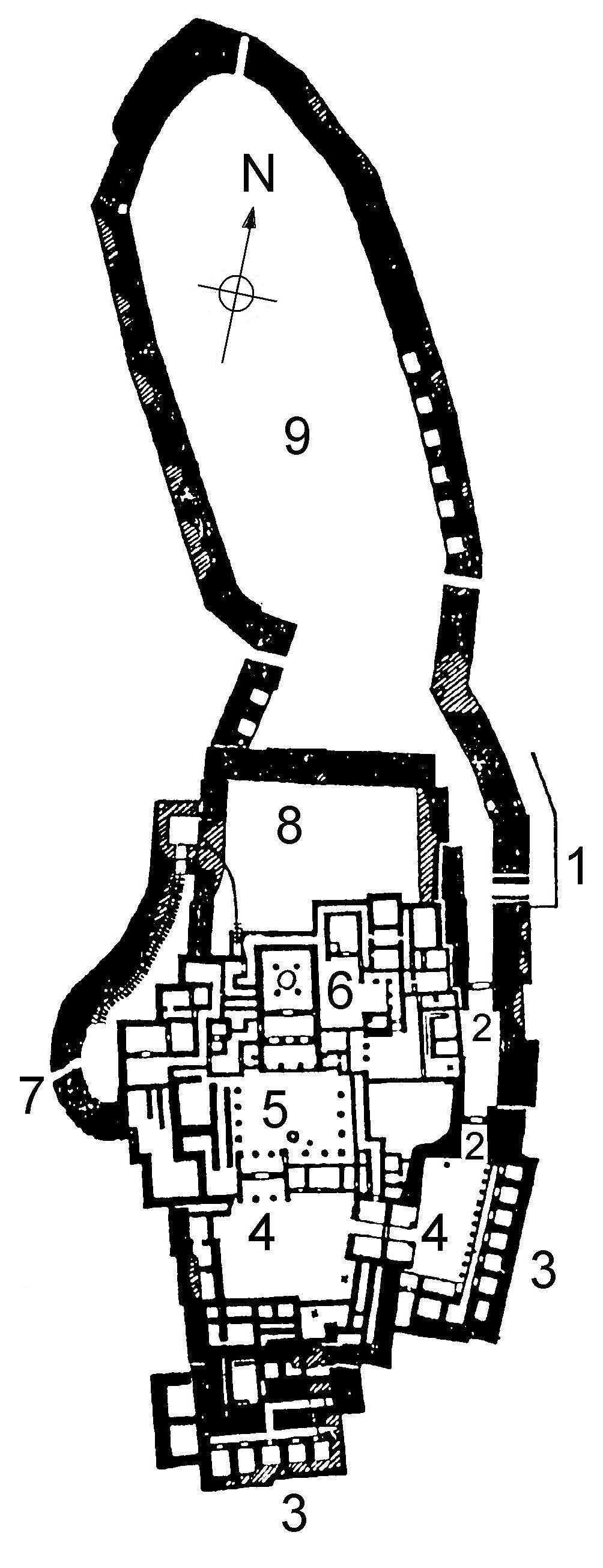
Plano de Tirinto. 1-Gran rampa de acceso 2-Puerta principal 3-Galerías 4-Propileos 5-Patio central 6- Megaron 7-Escalinata y bastión oeste 8-Acrópolis media 9-Acrópolis inferior.

### Campañas de excavaciones
La Acrópolis fue excavada por primera vez por Alexandros Rizos Rangavis y el erudito alemán Friedrich Thiersch en 1831.
En Tirinto se han realizado excavaciones dirigidas por el Instituto Arqueológico Alemán y por la Sociedad Arqueológica de Grecia. Heinrich Schliemann y Wilhelm Dörpfeld excavaron el lugar en 1884-1885; entre 1905 y 1929 las excavaciones fueron dirigidas por Dörpfeld, Georg Karo y Kurt Müller; a mediados del siglo XX Nikolaos Verdelis rehabilitó una parte de la fortificación que se había derrumbado; a partir de 1967 las excavaciones nuevamente estuvieron a cargo del Instituto Arqueológico Alemán, dirigidas por Ulf Jantzen, Jörg Schäfer, Klaus Kilian y Joseph Maran.

### Restos arqueológicos

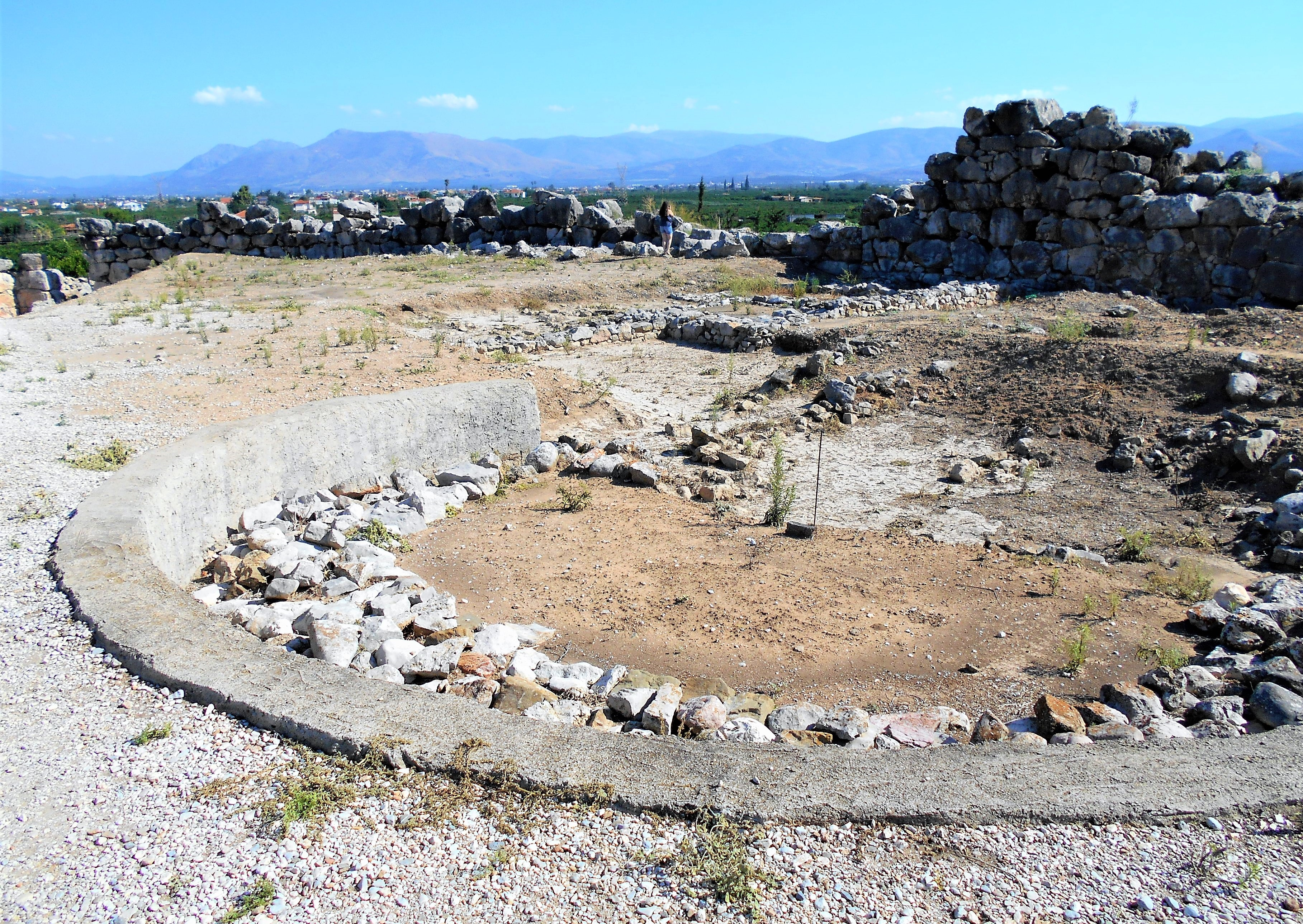
Vista panorámica del actual sitio arqueológico de Tirinto.

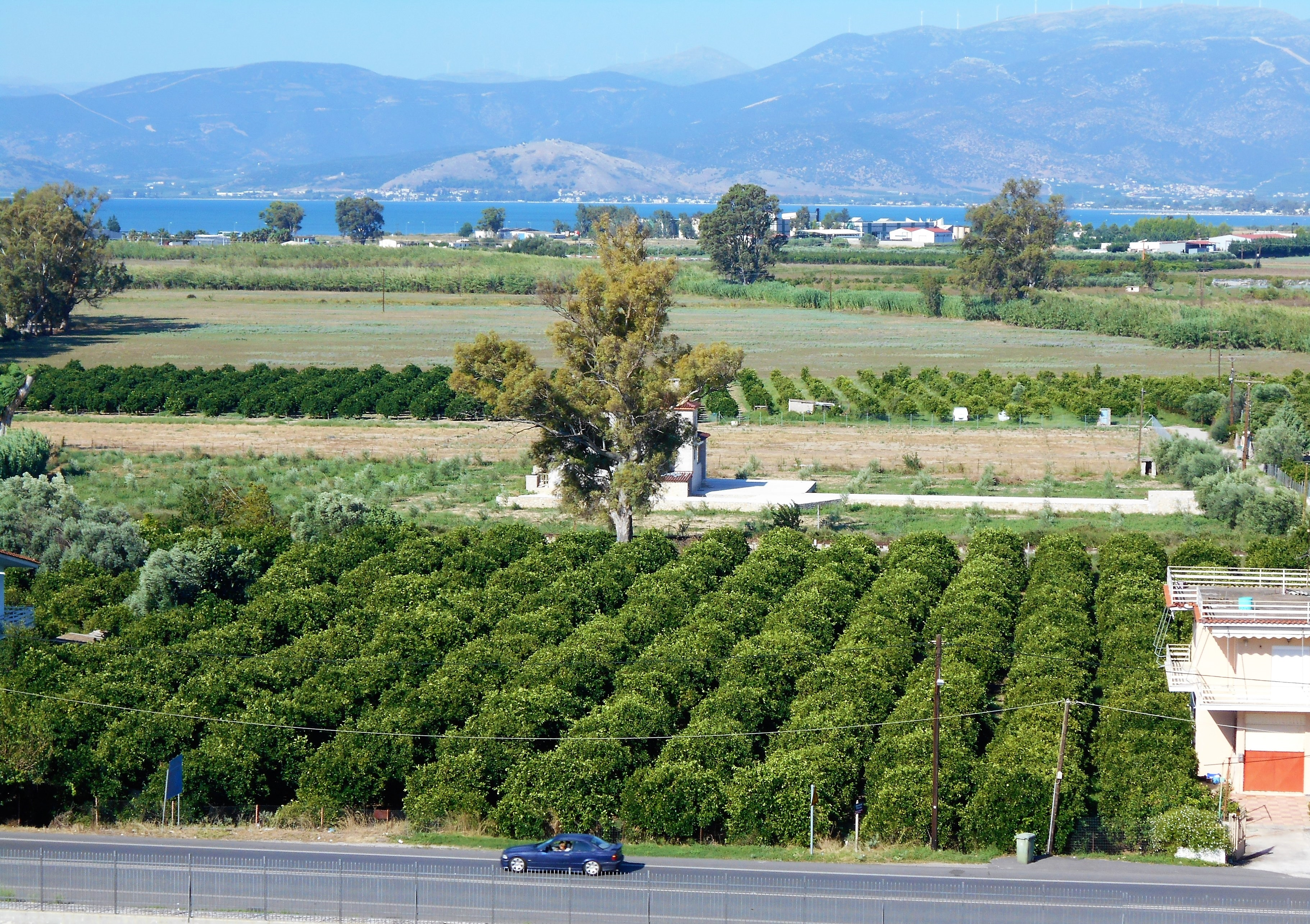
Vista del golfo Argólico y de los campos circundantes desde la cima del sitio arqueológico de Tirinto.

La acrópolis de Tirinto se divide en tres niveles: superior, medio e inferior. Por otra parte, fuera de la fortificación se han encontrado restos de la ciudad baja, así como tumbas y obras de ingeniería para canalizar el agua.

#### Acrópolis superior
En la Edad del Bronce Temprano destacaba en la parte superior de la acrópolis un gran edificio circular de unos 27-28 m de diámetro cuya función, que ha sido objeto de debate, podría ser de centro administrativo. Posteriormente, en época micénica, la entrada principal a la acrópolis superior estaba en el lado oriental, precedida por una gran rampa de 47 m de longitud. Esta puerta era de construcción similar a la Puerta de los Leones de Micenas. El palacio tuvo tres fases diferentes de construcción: la primera hacia el año 1450 a. C. y posteriormente fue ampliado en el siglo XIV a. C. y también en el siglo XIII a. C. Estaba defendido no solo por su doble muralla sino que también estaba dispuesto para que se tuviese que transitar por una serie de patios cerrados y atravesar dos puertas en forma de H (propileos) antes de alcanzar el pórtico de entrada al megaron. 
Se han distinguido dos megara en el yacimiento. El «gran megaron» está dividido en tres partes; un pórtico con dos columnas, un vestíbulo, y una habitación principal en la que estuvo el trono frente a la pared de la derecha y un altar para el fuego en el centro rodeado de cuatro columnas de madera de estilo minoico que servían de soporte para el techo. Aquí fueron halladas pinturas al fresco que se encuentran expuestas en el Museo Arqueológico Nacional de Atenas. Un patio dentral rodeado por columnas por tres de los cuatro lados se encuentra ante este megaron.
Por otra parte, el «megaron pequeño», el este del anterior, estaba compuesto por un vestíbulo y por una sala principal con el altar para el fuego. Es posible que hubiera también un trono y también había un patio delante.
En la parte este y sur de la acrópolis hay dos galerías o casamatas abovedadas que están adosadas a las murallas y que podrían haber tenido una función defensiva o de almacenaje.
Con respecto a las murallas, destaca el bastión occidental, que llega a tener una anchura de 7 metros. En la parte norte de las murallas hay un gran número de estancias cuya función, al igual que las galerías, podría haber sido de almacenaje o defensiva.
Sobre el sector oriental del megaron hay un edificio pequeño que se cree que era un templo del periodo geométrico pues allí se hallaron restos de ofrendas que se encuentran en el Museo Arqueológico de Nauplia.

#### Acrópolis media
La acrópolis del nivel medio acogió algunos de los talleres del palacio. Se accede por una escalera que está protegida por un bastión curvo y una torre.

#### Acrópolis inferior
La sección más al norte de la fortaleza es la ciudadela inferior. En la segunda mitad del siglo XIII a. C. hubo en ella una intensa actividad constructiva. Los edificios tenían la función de viviendas y también de talleres de procesamiento de metales y otros materiales. Una de las habitaciones de uno de los edificios tenía funciones religiosas. Los edificios estaban alineados a lo largo de las murallas. Un camino central conectaba la acrópolis inferior con un corredor que conducía a la acrópolis superior. 
En esta parte inferior de la acrópolis se encuentran accesos a pozos que suministraban agua. Fuera de las murallas hay restos de viviendas, construcciones funerarias y sistemas de canalización de las aguas. 
A finales del siglo XIII a. C., un incendio destruyó los muros y edificios de la acrópolis. A pesar de ello, durante el siglo XII a. C., el área se limpió, se niveló y se construyeron casas, de forma dispersa, sobre las ruinas de la fase anterior. Dentro de esta nueva fase un edificio en forma de megaron funcionaba como santuario. 
En torno a 1070-1050 a. C., se aprecian signos de que esta acrópolis inferior estaba siendo progresivamente abandonada.
Las inscripciones en lineal B que se han encontrado en Tirinto proceden sobre todo de la denominada «casa VI» de la acrópolis inferior, pero también se han hallado algunas que proceden de la ciudad baja.

## Trabajos de restauración
Especialmente exigente fue la intervención de los tres muros de contención del ala oeste del palacio. Estos muros mostraban signos de fuerte desgaste, al mismo tiempo que sostenían el enorme terraplén del ala oeste del Palacio. En general, fueron evidentes graves problemas de estabilidad. Por esta razón, una investigación geotécnica, realizada dentro de los límites del proyecto, precedió al inicio de las intervenciones, con el fin de aclarar y también documentar el tipo de construcción detrás de las caras visibles de los muros. Se siguió un procedimiento gradual de deconstrucción, haciendo un uso extensivo de medidas de apoyo temporales, con el fin de evitar la posibilidad de deslizamiento de las pendientes pronunciadas que se encuentran detrás de los muros de contención. La reparación in situ del material degradado se combinó con la deconstrucción (y la restauración posterior, siempre que el segundo paso fuera absolutamente necesario). El resultado es un sistema de muro de contención compacto y estable, reemplazado a una parte sustancial de su altura, de modo que las presiones de los materiales superpuestos, inclinados hacia atrás desde su cara, se han reducido en gran medida y, por lo tanto, la estabilidad aumentada.

## Patrimonio de la Humanidad

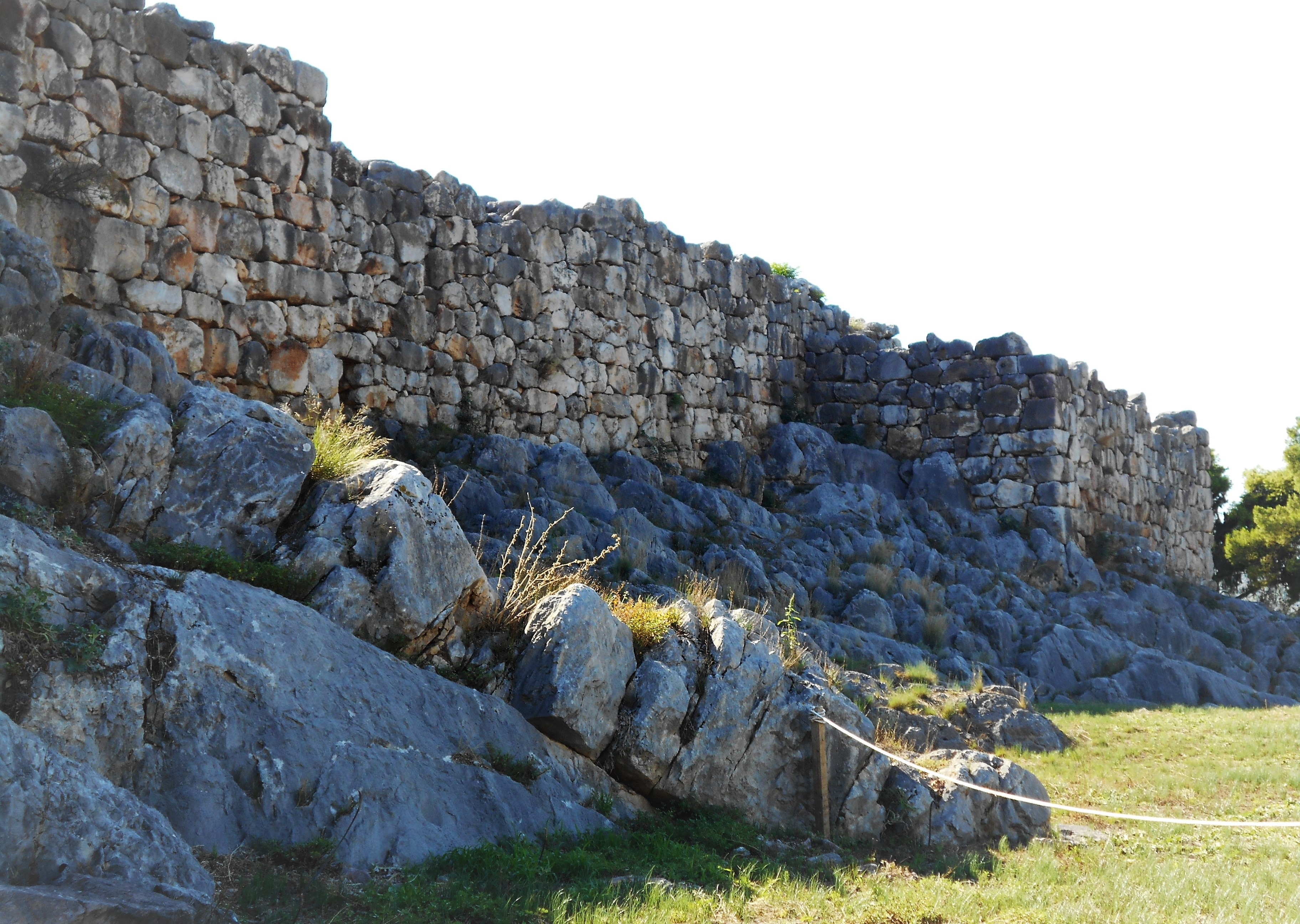
Muro exterior del sitio arqueológico de Tirinto.

Se reconoció el sitio arqueológico de Tirinto, junto con el de Micenas, como Patrimonio de la Humanidad por la Unesco el 4 de diciembre de 1999. La inscripción en esta Lista confirma el valor universal excepcional de un patrimonio cultural o natural, propiedad que merece protección en beneficio de toda la humanidad. Los dos centros más importantes de la cultura micénica dominaron el Mediterráneo oriental entre el siglo XV y el siglo XII a. C.. y desempeñaron un papel fundamental en el desarrollo de la cultura de la Grecia clásica. Las dos ciudadelas están indisolublemente ligadas a las epopeyas homéricas, la Ilíada y la Odisea, que afectaron al arte y la literatura europeos durante más de tres milenios.